# Parcul național Eifel
Parcul Național Eifel este al 14-lea parc național din Germania și primul din landul Nordrhein-Westfalen. Pentru acest parc situat în nordul regiunii Eifel sunt valabile țelurile  preconizate de IUCN (International Union for Conservation of Nature and Natural Ressources). Două treimi din suprafața parcului național va exista în viitor nefolosit și fără  intervenție umană. Parcul național este mărginit la sud de Gemünd, la nord de Nideggen, la nord-vest de Barajul Schwammenauel care este situat pe cursul râului Rur,  iar în sud-vest de granița cu Belgia. Parcul are o suprafață de 10.700 ha, cuprinzând barajul Urfttalsperre ca și construcția din perioada nazistă Ordensburg Vogelsang. Teritoriul de 3300 ha, care în trecut era destinat aplicațiilor trupelor militare belgiene, a fost alipit la 1 ianuarie 2006 parcului național.

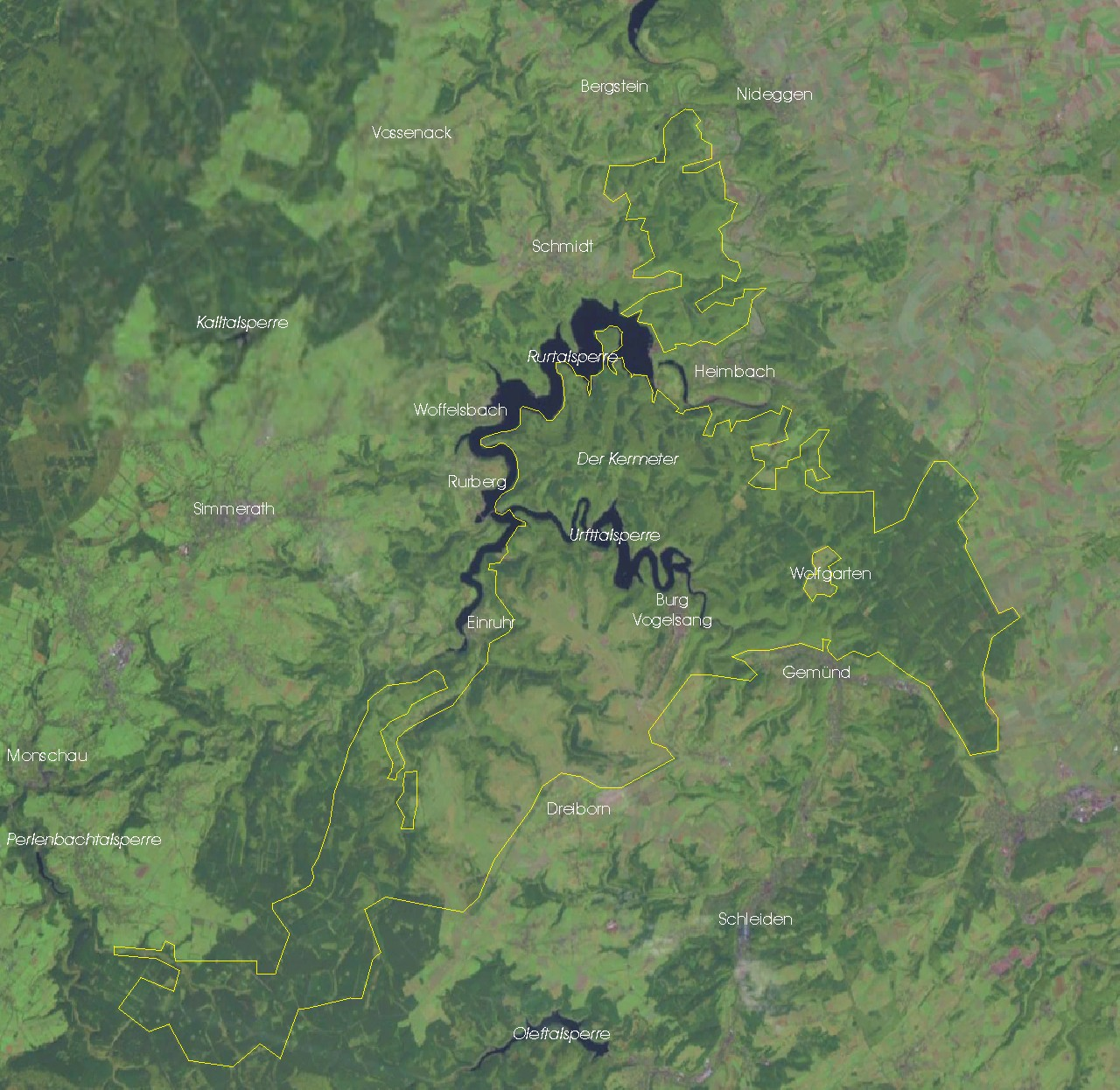
Regiunea Rezervației nationale Eifel

Acest parc față de clima oceanică a Atlanticului are rol de apărare a „Pădurii Hainsimsen”, o pădure de foioase și conifere din nordul regiunii Eifel, parcul oferă de asemenea adăpost unei faune și flore variate:
- 460 de specii de animale și plante pe cale de dispariție ca pisica sălbatică, barza neagră, șopârla de ziduri (Podarcis muralis)

Parcul oferă de asemenea căi numeroase de drumeție, unele regiuni au fost defrișate de cărbunari pentru obținerea cărbunilor de lemn, iar prin acțiunea prusacă din secolul XIX au fost plantate păduri de molid care este frecvent atacată de carie. Datorită acestui fenomen a apărut o tendință binevenită de extindere a pădurii mai rezistente de fag.